# Túi thơ lá nhọn
Túi thơ lá nhọn (danh pháp hai phần: Gastrochilus acutifolius) là một loài lan.
Cây có mặt ở Ấn Độ, Nepal, Việt Nam (Ninh Bình) .

## Hình ảnh

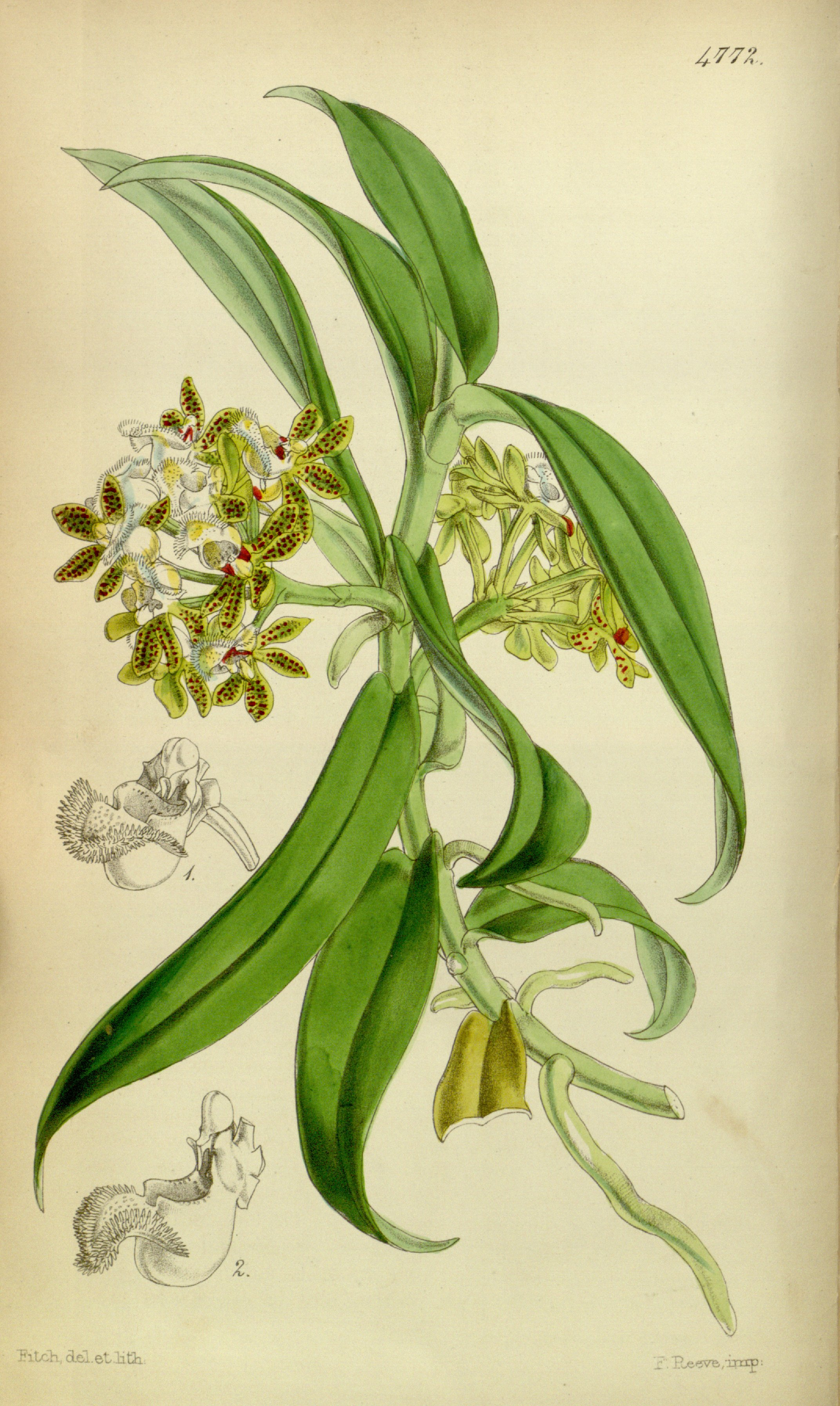
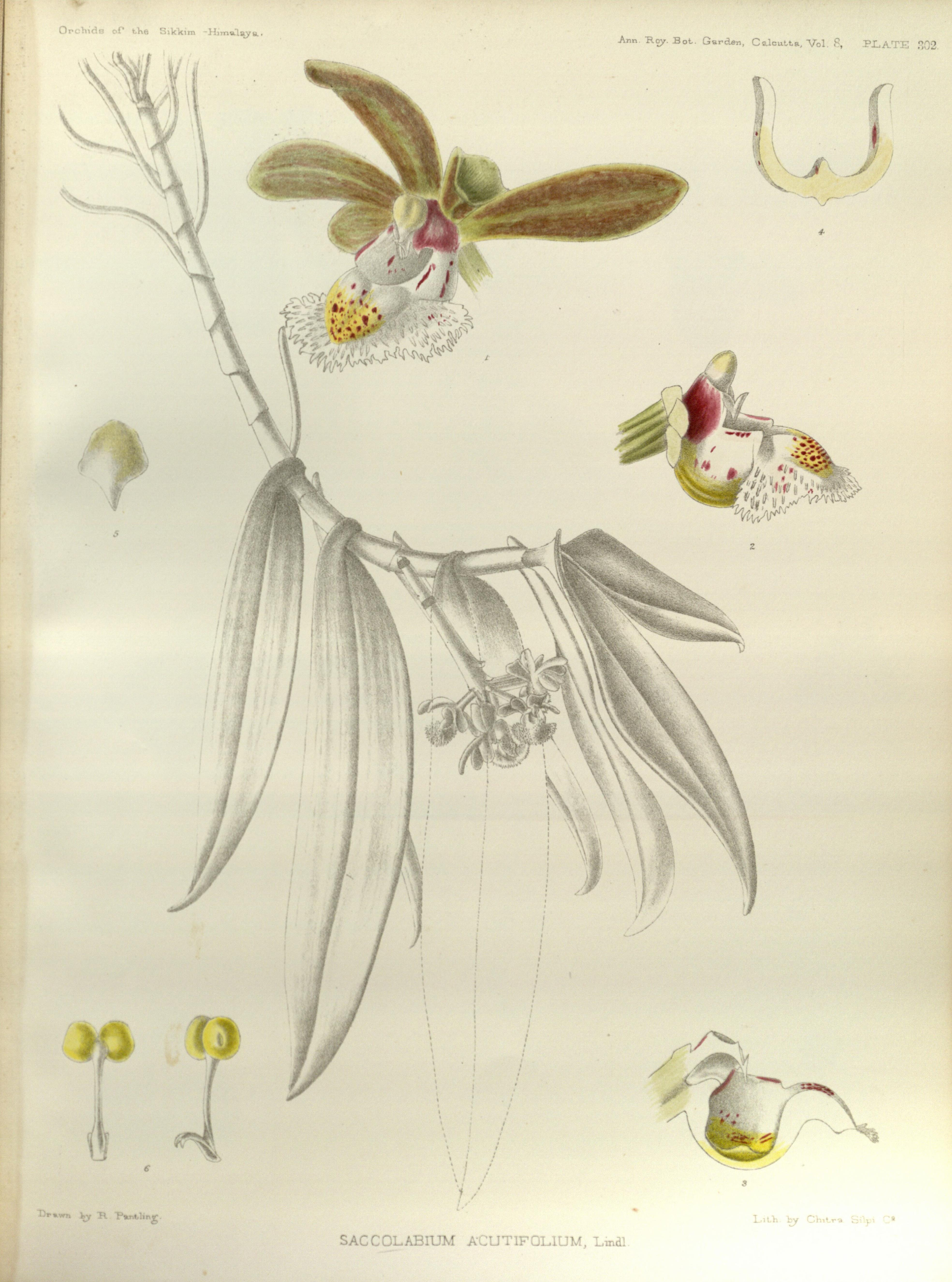